# Asian Matchplay Championship
Het Asian Matchplay Championship was een golfkampioenschap in Azië.
De golfsport heeft zich in Azië pas in de laatste decennia van de twintigste eeuw ontwikkeld. In 1994 werd de Aziatische PGA Tour opgericht en in 1995 werd het eerste Aziatische Matchplay Kampioenschap georganiseerd.

## Winnaars
- 1995:  Jeev Milkha Singh
- 1996:  Lian-wei Zhang (Emeralda Golf & Country Club, Jakarta)
- 1997:  Des Terblanche (Mimosa Golf & Country Club, Filipijnen)
- 1998:  Gerry Norquist (Thailand)